# Just Until…
Just Until... — дебютный мини-альбом американского рэпера Cordae, выпущенный 22 апреля 2021 года на лейбле Atlantic Records. Он содержит гостевые участия от Q-Tip и Янг Тага.

## Оценки
| Оценки критиков | Оценки критиков |
| Источник        | Оценка          |
| --------------- | --------------- |
| HipHopDX        | [ 4 ]           |

Агрегатор HipHopDX назвал мини-альбом «экспериментом в области социальных наук» и отметил, что проект «довольно безжизненный».

## Список композиций
Информация взята из Tidal.
| №                   | Название                        | Продюсер(ы)                                       | Длительность |
| ------------------- | ------------------------------- | ------------------------------------------------- | ------------ |
| 1.                  | «More Life» (при участии Q-Tip) | Eric Hudson Kid Culture Q-Tip                     | 3:11         |
| 2.                  | «Dream in Color»                | Daoud Raphael Saadiq Sool Got Hits Terrace Martin | 3:02         |
| 3.                  | «Wassup» (при участии Янг Тага) | Take a Daytrip                                    | 2:44         |
| 4.                  | «Thornton Street»               | Cardiak Mario Luciano                             | 3:01         |
| Общая длительность: | Общая длительность:             | Общая длительность:                               | 11:58        |